# Temple étrusque

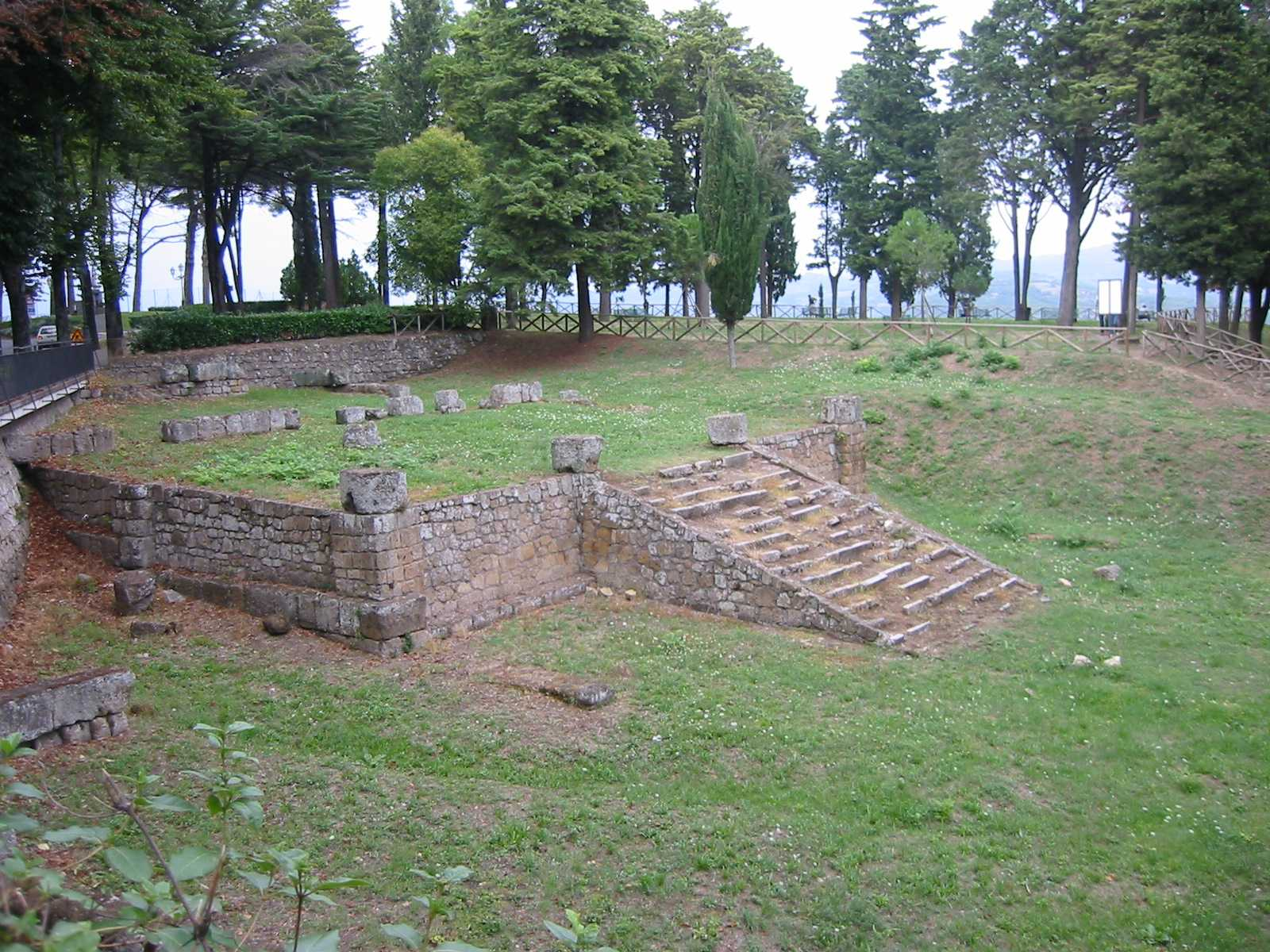
Embase du Temple du Belvédère à Orvieto.

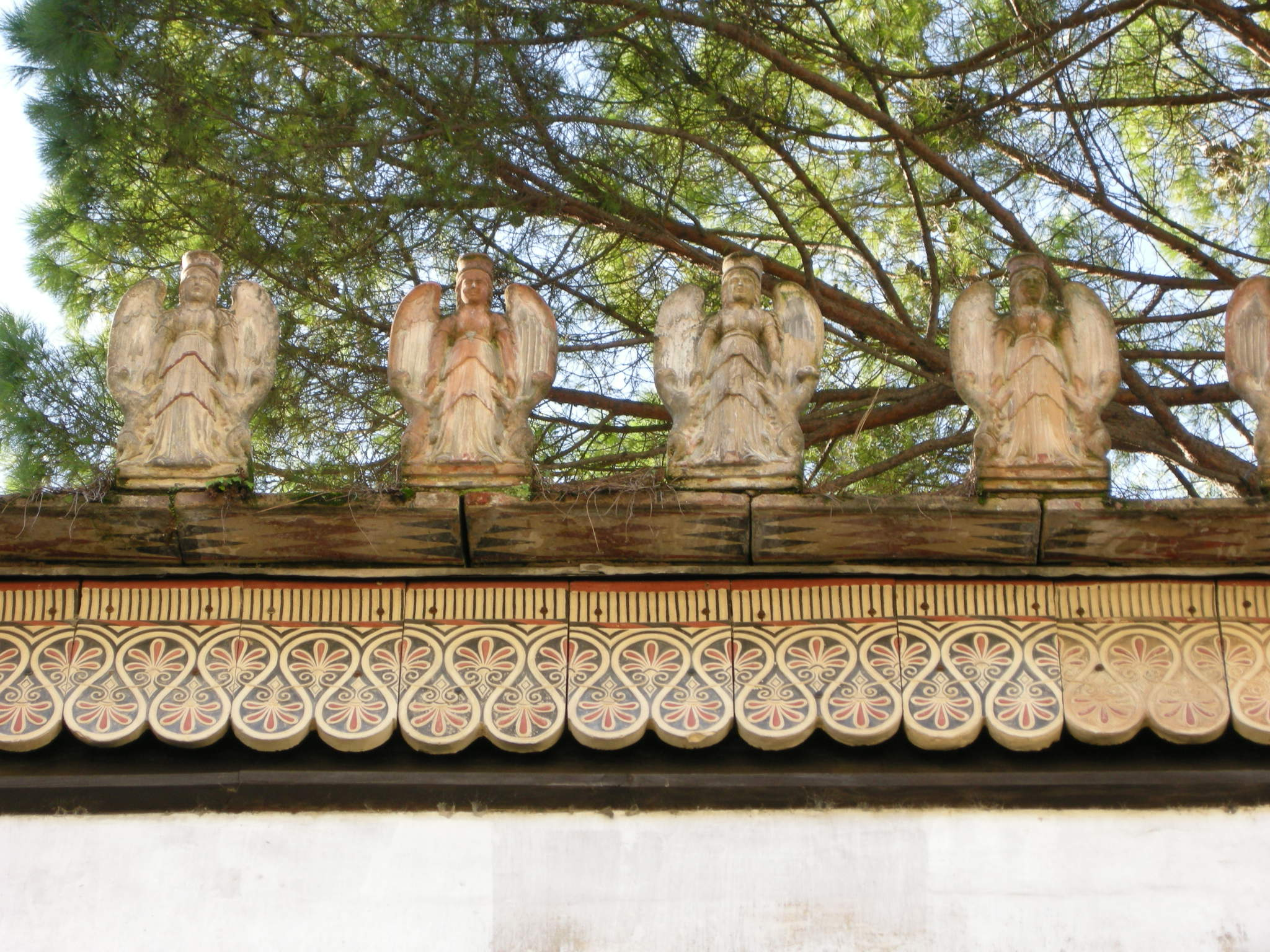
Statues-acrotères de divinités ailées (Villa Giulia de Rome)

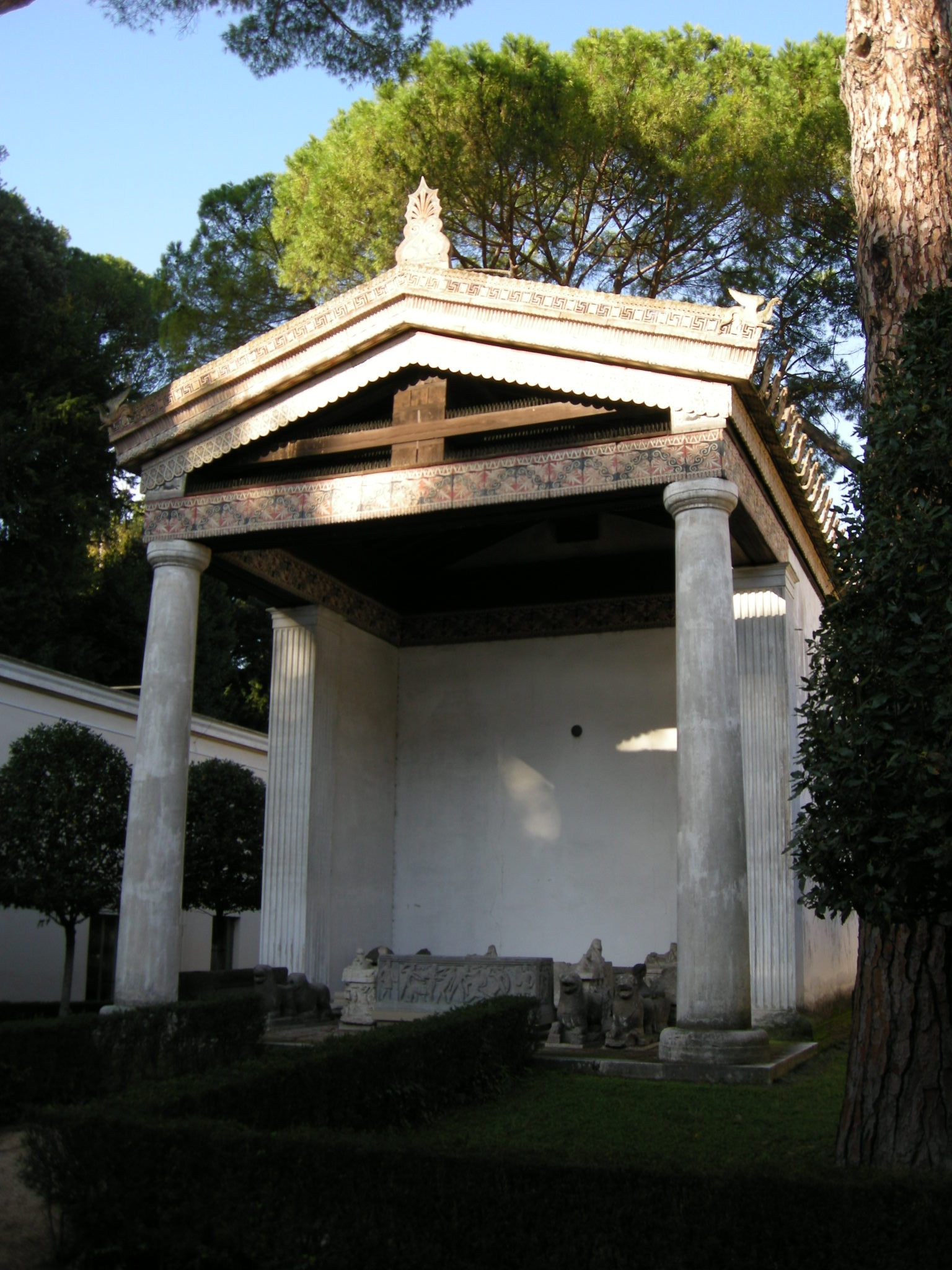
Reconstitution d'un type de temple étrusque à la villa Giulia de Rome

Le temple étrusque  est un bâtiment que les Étrusques utilisaient pour célébrer une divinité ou pour opérer leur pratiques de  divination. 
Construit sur un terrain sacré défini par les auspices (le téménos grec) pour délimiter son emplacement (le templum : « mesure du ciel propice »), il est un territoire sacré, inviolable, un espace séparé du monde, borné par des piquets de bois, ou des cippes, typiques du bornage étrusque.
Outre la célébration d'une divinité, il est un poste d'observation du ciel et des phénomènes qui peuvent s'y produire. Par ses ouvertures, il découpe (templum vient de la racine indo-européenne [tm], qui veut dire découper) le ciel dont les secteurs sont attribuées aux divinités du panthéon étrusque.
A contrario du temple romain (un des nombreux apports étrusques au monde romain), il est construit en dehors des zones d'habitation, en pleine campagne.
Il peut comporter un puits sacré, le mundus, destiné aux offrandes, et les seuls vestiges qui nous sont parvenus sont les différentes petites pièces votives découvertes lors des fouilles et certains frontons monumentaux en terracotta (comme les chevaux ailés de Tarquinia), qui ornaient leur façade.
Rarement de type périptère (entouré de colonnes), il présente une face ouverte d'accès à l'intérieur, trois côtés fermés, et souvent il est accessible par une volée de marches.
Comme le montre la reconstitution d'un type de temple étrusque à la Villa Giulia de Rome, son toit pouvait accueillir des statues-acrotères des divinités.

## Vestiges
- Le Temple étrusque de Punta della Vipera, près de La Castellina
- Des vestiges en vallée d'Aoste, à Saint-Barthélemy, pourraient être ceux d'un templum[2].
- Socle du temple de Fiesole
- Grand temple périptère, site de Misano à Marzabotto
- Socle du Temple du Belvédère à Orvieto
- Le Capitole, exemple de Tuscanicum templum vitruvien[3]